# Grand Prix automobile de France 1984
Résultats du Grand Prix de France de Formule 1 1984 qui a eu lieu sur le circuit de Dijon-Prenois le 20 mai.

## Classement
| Pos. | No | Pilote             | Écurie            | Tours | Temps/Abandon                      | Grille | Points |
| ---- | -- | ------------------ | ----------------- | ----- | ---------------------------------- | ------ | ------ |
| 1    | 8  | Niki Lauda         | McLaren-TAG       | 79    | 1 h 31 min 11 s 951 (202,024 km/h) | 9      | 9      |
| 2    | 15 | Patrick Tambay     | Renault           | 79    | + 7 s 154                          | 1      | 6      |
| 3    | 12 | Nigel Mansell      | Lotus-Renault     | 79    | + 23 s 969                         | 6      | 4      |
| 4    | 28 | René Arnoux        | Ferrari           | 79    | + 43 s 706                         | 11     | 3      |
| 5    | 11 | Elio De Angelis    | Lotus-Renault     | 79    | + 1 min 06 s 125                   | 2      | 2      |
| 6    | 6  | Keke Rosberg       | Williams-Honda    | 78    | + 1 tour                           | 4      | 1      |
| 7    | 7  | Alain Prost        | McLaren-TAG       | 78    | + 1 tour                           | 5      |        |
| 8    | 5  | Jacques Laffite    | Williams-Honda    | 78    | + 1 tour                           | 12     |        |
| 9    | 2  | Teo Fabi           | Brabham-BMW       | 78    | + 1 tour                           | 17     |        |
| 10   | 26 | Andrea De Cesaris  | Ligier-Renault    | 77    | + 2 tours                          | 26     |        |
| 11   | 18 | Thierry Boutsen    | Arrows-BMW        | 77    | + 2 tours                          | 14     |        |
| Dsq. | 3  | Martin Brundle     | Tyrrell-Ford      | 76    | Disqualifié                        | 23     |        |
| 12   | 24 | Piercarlo Ghinzani | Osella-Alfa Romeo | 74    | + 5 tours                          | 25     |        |
| 13   | 10 | Jonathan Palmer    | RAM-Hart          | 72    | + 7 tours                          | 21     |        |
| Abd. | 21 | Mauro Baldi        | Spirit-Hart       | 61    | Moteur                             | 24     |        |
| Abd. | 16 | Derek Warwick      | Renault           | 53    | Collision                          | 7      |        |
| Abd. | 17 | Marc Surer         | Arrows-Ford       | 51    | Collision                          | 19     |        |
| Abd. | 23 | Eddie Cheever      | Alfa Romeo        | 51    | Moteur                             | 16     |        |
| Abd. | 19 | Ayrton Senna       | Toleman-Hart      | 35    | Turbo                              | 13     |        |
| Abd. | 27 | Michele Alboreto   | Ferrari           | 33    | Moteur                             | 10     |        |
| Abd. | 20 | Johnny Cecotto     | Toleman-Hart      | 22    | Turbo                              | 18     |        |
| Abd. | 22 | Riccardo Patrese   | Alfa Romeo        | 15    | Moteur                             | 15     |        |
| Abd. | 1  | Nelson Piquet      | Brabham-BMW       | 11    | Turbo                              | 3      |        |
| Dsq. | 4  | Stefan Bellof      | Tyrrell-Ford      | 11    | Disqualifié                        | 20     |        |
| Abd. | 14 | Manfred Winkelhock | ATS-BMW           | 5     | Embrayage                          | 8      |        |
| Abd. | 9  | Philippe Alliot    | RAM-Hart          | 4     | Panne électrique                   | 22     |        |

## Pole position et record du tour
- Pole position : Patrick Tambay en 1 min 02 s 200 (vitesse moyenne : 224,971 km/h)
- Meilleur tour en course : Alain Prost en 1 min 05 s 257 au 59e tour (vitesse moyenne : 214,432 km/h).

## Tours en tête
- Patrick Tambay : 47 (1-40 / 55-61)
- Niki Lauda : 32 (41-54 / 62-79)

## À noter
- 21e victoire pour Niki Lauda.
- 34e victoire pour McLaren en tant que constructeur.
- 4e victoire pour le moteur TAG turbo.